# Grad Arnež - Heroldhof
 Grad Arnež - Heroldhof  (nemško  Schloss Arnfels - Heroldhof )  se nahaja južno od Arneža (Arnfelsa) na Južni Avstrijski Štajerski  v okrožju Remschnigg. Znan je tudi kot dolinski grad ali Spodnji grad (Talschloss).

## Zgodovina
Herolt Arnfelser, ki je od leta 1318 bil gradiščan salzburških nadškofov na gradu Arnež,  je okoli leta 1330 zgradil to graščino kot plemiško rezidenco in kot rahlo utrjen dvor. Christof Arnfelser se omenja kot zadnji član te družine leta 1420. Nasledil ga je Hans Reisperger, ki je imel tudi grad Arnfels kot suvereni fevd. Leta 1437 je dvor kot fevd Celjskih grofov prešel na gospode Trappske, ki so imeli sedež v Lučanah (Leutschachu). Prenesli so ga družini Reisperger kot sekundarni fevd. Po izumrtju Celjskih grofov so fevdne pravice prešle na deželnega gospoda - Habsburžane. Leta 1460 je cesar Friderik III. dvor podelil Andreju Haymerju, ki ga je kupil od Hansa Reispergerja. Njegov sin Christof je dobil dovoljenje kralja Ferdinanda I., da poimenuje dvor kot Haimberg. Hkrati je bil potrjen status stavbe kot aristokratske rezidence. Ko je Zacharias Hynndtberger leta 1542 kupil dvor in gospostvo, je že bila razpadajoča in zapuščena. Nekaj posesti, ki je še vedno pripadala gospostvu, je bilo prav tako močno zanemarjena. Pet let kasneje je nepremičnino kupil Hans von Trautmannsdorf. Heimberghof je zdaj ostal v gospostvu Trautenburga in je služil predvsem kot sodišče. Leta 1805 je bila prodana lastnikom gospostva Arnfelsa, grofom Schönborn-Puchheimu. V prvi polovici 19. stoletja so graščini  dali današnjo klasicistično podobo. Po letu 1870 je postala kmečka lastnina in je bila znana kot domačija Moarwastl. V zadnjih desetletjih je bila dvonadstropna stavba obnovljena in posodobljena. Podaljšek strehe ji je dal številne dormerje. Kar je ostalo, je eleganten osrednji rizalit s trikotnim zatrepom. Notranjost je bila popolnoma prenovljena, saj zdaj služi kot urejen dom upokojencev podjetja Humanitas.